# Igreja de Nossa Senhora dos Remédios (Fernando de Noronha)

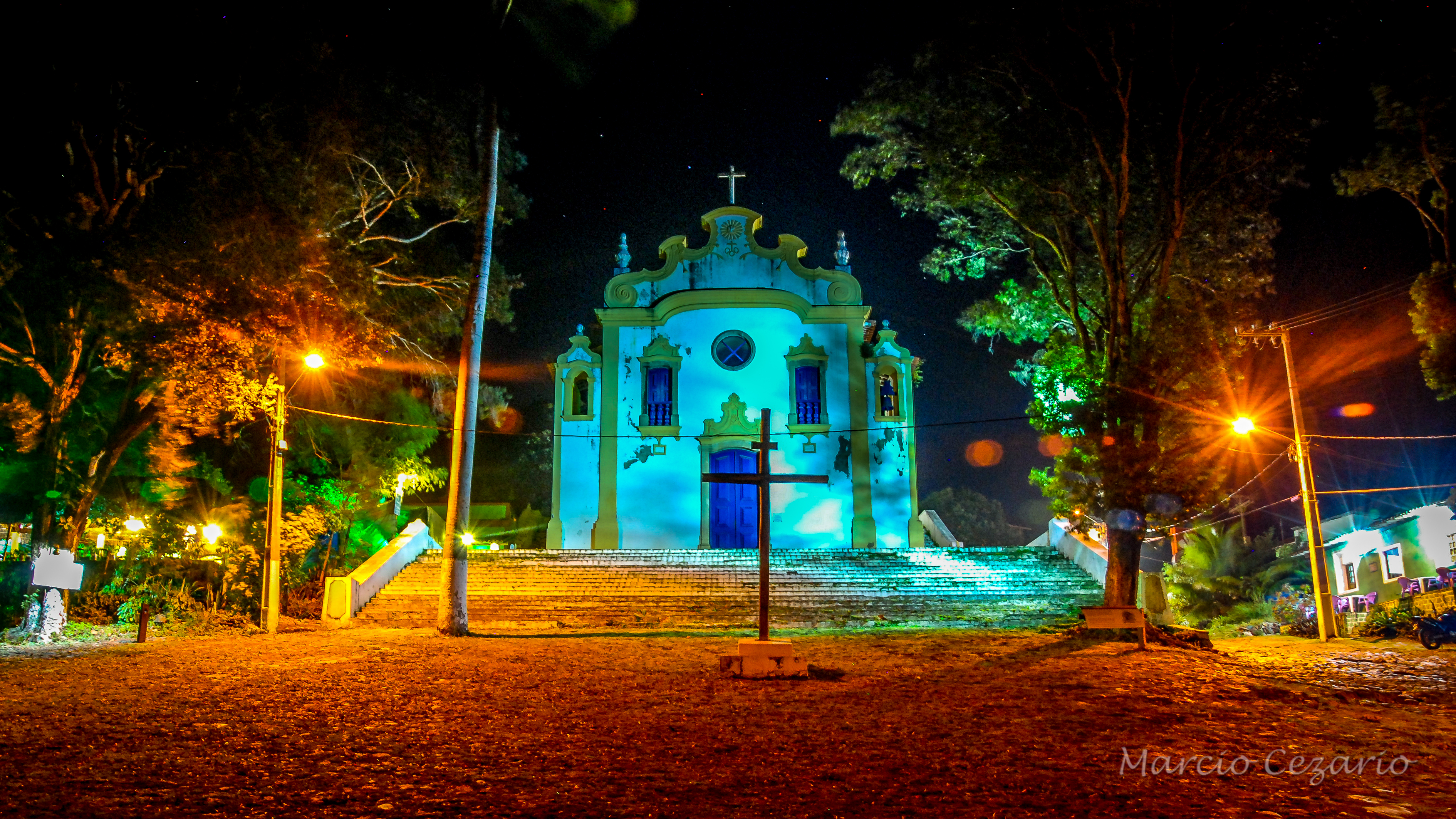
Igreja de Nossa Senhora dos Remédios.

A Igreja de Nossa Senhora dos Remédios localiza-se na Vila dos Remédios, na ilha de Fernando de Noronha, no estado de Pernambuco, no Brasil. Constitui-se no principal templo católico do arquipélago.

## História
O templo foi iniciado em 1737, assim como a Fortaleza dos Remédios, mas apenas foi concluído em 1772, data que ostenta em sua fachada, sendo-lhe acrescidos os ornamentos e paramentos a partir de então, processo que estaria concluído em 1784.
Em 1789 foi eclesiasticamente ligada à Paróquia de São Frei Pedro Gonçalves (Igreja da Madre de Deus), no Recife. Já a festa de Nossa Senhora dos Remédios foi institucionalizada em 1947, por decreto do Major Mário Fernandes Imbiriba, então governador do Território Federal Militar, que instituiu o dia 29 de agosto como o dia da Padroeira, fazendo dessa data feriado distrital na ilha, com festas religiosas e profanas.
Em 2017, o Arcebispo Metropolitano da Arquidiocese de Olinda e Recife, Dom Antônio Fernando Saburido, OSB criou oficialmente a Paróquia Nossa Senhora dos Remédios de Fernando de Noronha, passando o templo a ser a Igreja Matriz.
O templo sofreu obras de restauração em 1891, seguidas de novas intervenções em 1915 e 1919. A última intervenção de restauração teve lugar em 1988, com recursos federais, e a sua reinauguração foi presidida pelo então Arcebispo Emérito de Olinda e Recife, Dom Hélder Câmara. Em 1997-1998 o templo foi revitalizado pela iluminação noturna, período em que a pintura voltou a ter as suas cores originais.
Encontra-se tombada a nível federal pelo Decreto-Lei nº 25, de 11 de novembro de 1937.

## Características
A igreja apresenta nave-salão única com coro, e capela-mor, em cantaria de arenito.